# Digimon Adventure V-Tamer 01
Digimon Adventure V-Tamer 01 (デジモンアドベンチャーVテイマー01, Dejimon Adobenchā V-Teimā 01) é uma série de mangá shonen escrita por Hiroshi Izawa e desenhado por Tenya Yabuno. A série conta a história de Taichi Yagami, um simples garoto que tenta participar de um torneio de V-Pets. Após sua tentativa falha em participar do torneio, visto que, seu digimon não era reconhecido pela base de dados do jogo, Taichi desafia o vencedor do campeonato. Logo após umempate entre os dois, Yagami tenta reparar seu aparelho e acaba sendo levado para o Mundo Digital. O mangá se torna mais focado em aventura e batalhas à medida que progride. Tenya Yabuno começou a criar o Digimon Adventure V-Tamer 01 por volta de 1998, baseando-se no seu trabalho anterior denominado C'mon Digimon - sua primeira tentativa em criar uma franquia para o V-Pet Digital Monster, sem o apoio da Bandai, detentora dos direitos sobre o brinquedo.
O mangá foi originalmente publicado na revista V-Jump da editora Shueisha de 21 de Novembro de 1998 até 21 de Agosto de 2003. A série consiste em cinquenta e oito capítulos que foram compilados em 9 volumes tankobon. No Brasil, o mangá nunca foi publicado de maneira oficial. Uma tentativa de adaptação em anime originou o Digimon Adventure que foi dirigida por Hiroyuki Kakudou produzida pela Toei Animation. A série de televisão, foi ao ar no Japão em 7 de março de 1999 até 26 de março de 2000 sendo transmitida pela Fuji TV. Mais tarde, foi licenciada no Brasil pela Angelotti Licensing em 2000, onde foi transmitida pela Fox Kids e Rede Globo.